# Retablo de Fiesole
El Retablo de Fiesole (Virgen en el trono con el Niño, ángeles y santos) es una obra de Fra Angélico y Lorenzo di Credi. Conservada en la iglesia original para la que fue pintada, Santo Domingo en Fiesole, es una pintura al temple sobre tabla datable alrededor de 1424-1425, con el fondo repintado en 1501.

## Historia
El retablo es una de las obras más antiguas de Fra Angélico que se conservan. Destinada originariamente al altar mayor de la iglesia del convento, posteriormente fue colocada sobre un altar lateral donde se encuentra a día de hoy. En el 1501 Lorenzo di Credi repintó el fondo, que probablemente era dorado, creando una vista más moderna, con un trono decorado de dosel y falsos relieves de inspiración clásica y dos mínimos paisajes colocados entre pilares. Lorenzo di Credi aprovechó también para eliminar todo rastro de las cúpulas de inspiración gótica, que sí se encontraban en boga cuando la pintura fue creada.

## Descripción
Se trata de una Maestà, es decir una Virgen sentada en trono, tema muy popular en ese momento en el arte florentino. En torno al grupo sagrado central se encuentran ocho ángeles adoradores, de dimensiones jerárquicamente más pequeñas, dispuestos en dos hemiciclos. A los lados se encuentran los santos Tomás de Aquino, Bernabé, Domingo y Pedro de Verona. Se trata de tres santos de la Orden de los Dominicos y del santo patrón de Bernabé degli Agli, el generoso donante que entregó seis mil florines a los Domincos para reconstruir y ampliar el convento de Santo Domingo de Fiesole. Los dos santos centrales están girados ligeramente hacia la Virgen.
El Niño desnudo es representado en el acto de dirigir la mano hacia dos flores que la madre sostiene en la suya: una rosa blanca, símbolo de pureza, y una rosa roja, prefiguración de la Pasión ligada a la eucaristía (el cuadro estaba destinado, al fin y al cabo, al altar mayor de la iglesia, donde se celebra tal sacramento).

## Estilo
El esquema de la pintura recuerda al Tríptico de San Juvenal de Masaccio (1422), con el trono puesto sobre un escalón ante el cual están dos ángeles arrodillados, representados casi a profil perdu. El esquema de los ángeles también recuerda considerablamente al cartón para la vidriera de la Asunción de la Virgen de Lorenzo Ghiberti en la fachada de la Catedral de Santa María del Fiore de Florencia (1404-1405).

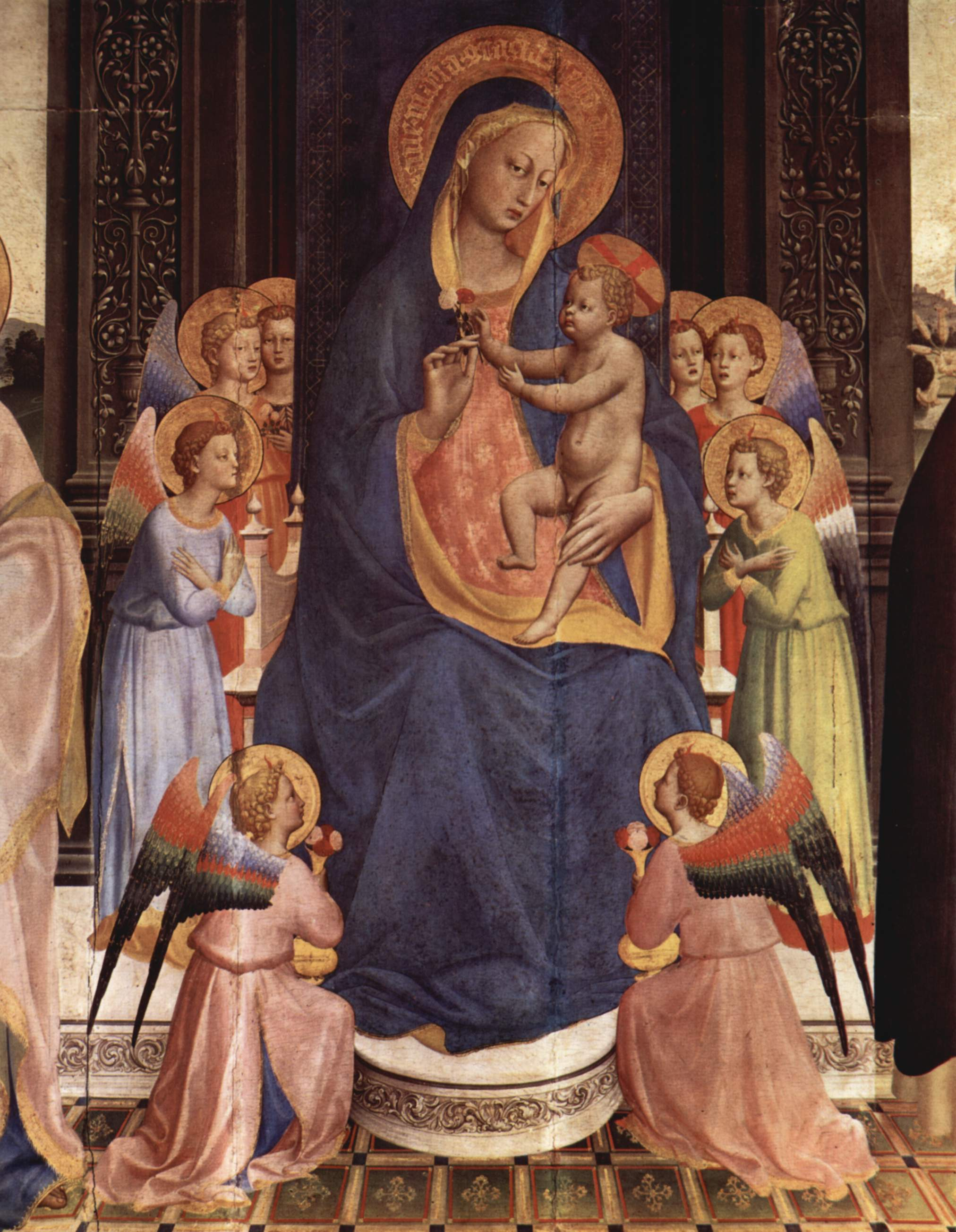
Parte central

Se trata, además, de uno de los ejemplos más antiguos conocido de políptico en el que las figuras están dispuestas en un único espacio, en lugar de usar varias tablas.
Generalmente se considera que este retablo es anterior al Tríptico de San Pedro Mártir (documentado en 1428), al menos por dos tres años, atendiendo a la representación menos evolucionada del espacio: el pavimento de azulejos se encuentra en otras pinturas florentinas contemporáneas, como el tríptico de anónimo fiorentino de 1419 (cuyo panel central se encuentra en Cleveland) y un retablo de altar del mismo artista con San Gimignano en el trono (San Gimignano). Además, la disposición de los santos es más sencilla, con una alineamiento en fila, en lugar de formar un hemiciclo.
La cabeza de la Virgen es más estilizada y elegante, con un movimiento de las líneas del manto más enérgico, ligado por lo tanto a la tradición del gótico internacional, como la Virgen con el Niño de Masolino en el Tríptico Carnesecchi (1423-1425). La obra de Fra Angélico está sin embargo mucho mejor compuesta y conformada que la de Masolino.
La impostación del niño revela una inspiración en el políptico Quaratesi de Gentile da Fabriano.
Los santos en cambio, con su vista frontal y la búsqueda de una dignidad moral individual, muestran la influencia de Masaccio.

## Predela y otros paneles
La predela del retablo se encuentra hoy en la National Gallery de Londres, con el Cristo resucitado adorado por santos, profetas y miembros de la Orden dominica (cinco paneles). Allí se conserva también un tondo, que debía encontrarse en el cimacio, con San Rómulo.
Asimismo, las pequeñas pilastras laterales estaban decorados por diez pequeños paneles con figuras de santos y beatos, de las cuales se  conocen solo cuatro: dos están en el Museo Condé de Chantilly y dos en una colección privada.
Predella del retablo de Fiesole

## Otros proyectos
- Multimedia en Commons.

- Datos: Q61588
- Multimedia: Pala di Fiesole (Angelico) / Q61588